# ناحية العزير

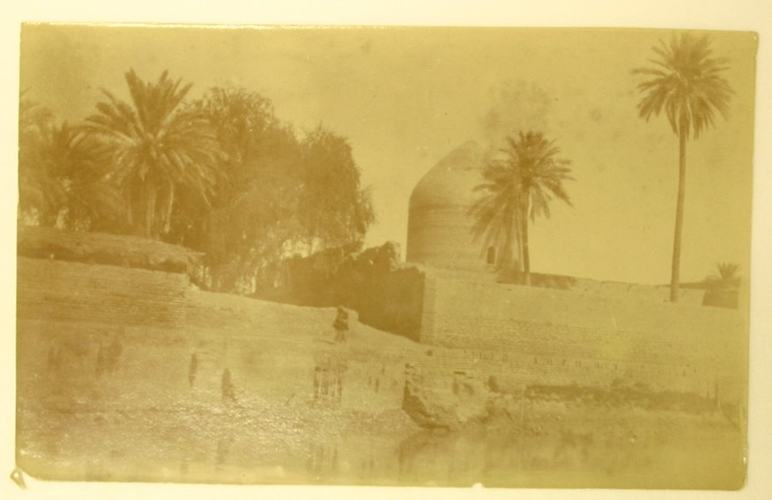
ضريح العزير في عام 1916

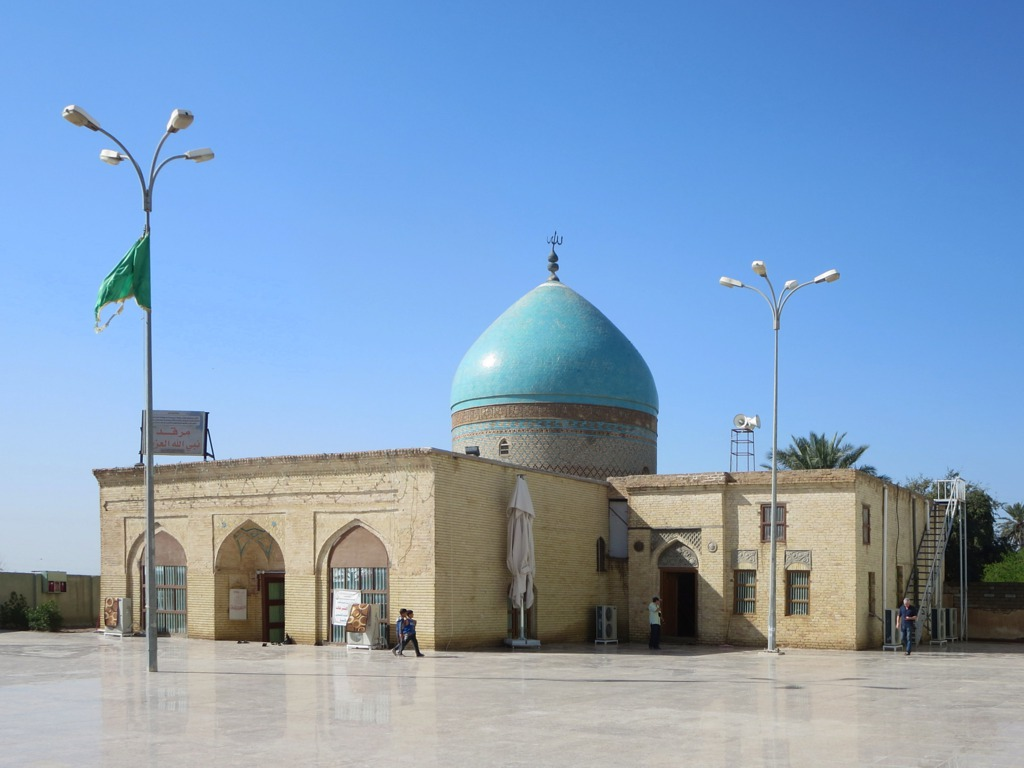
ضريح العزير في وسط الناحية

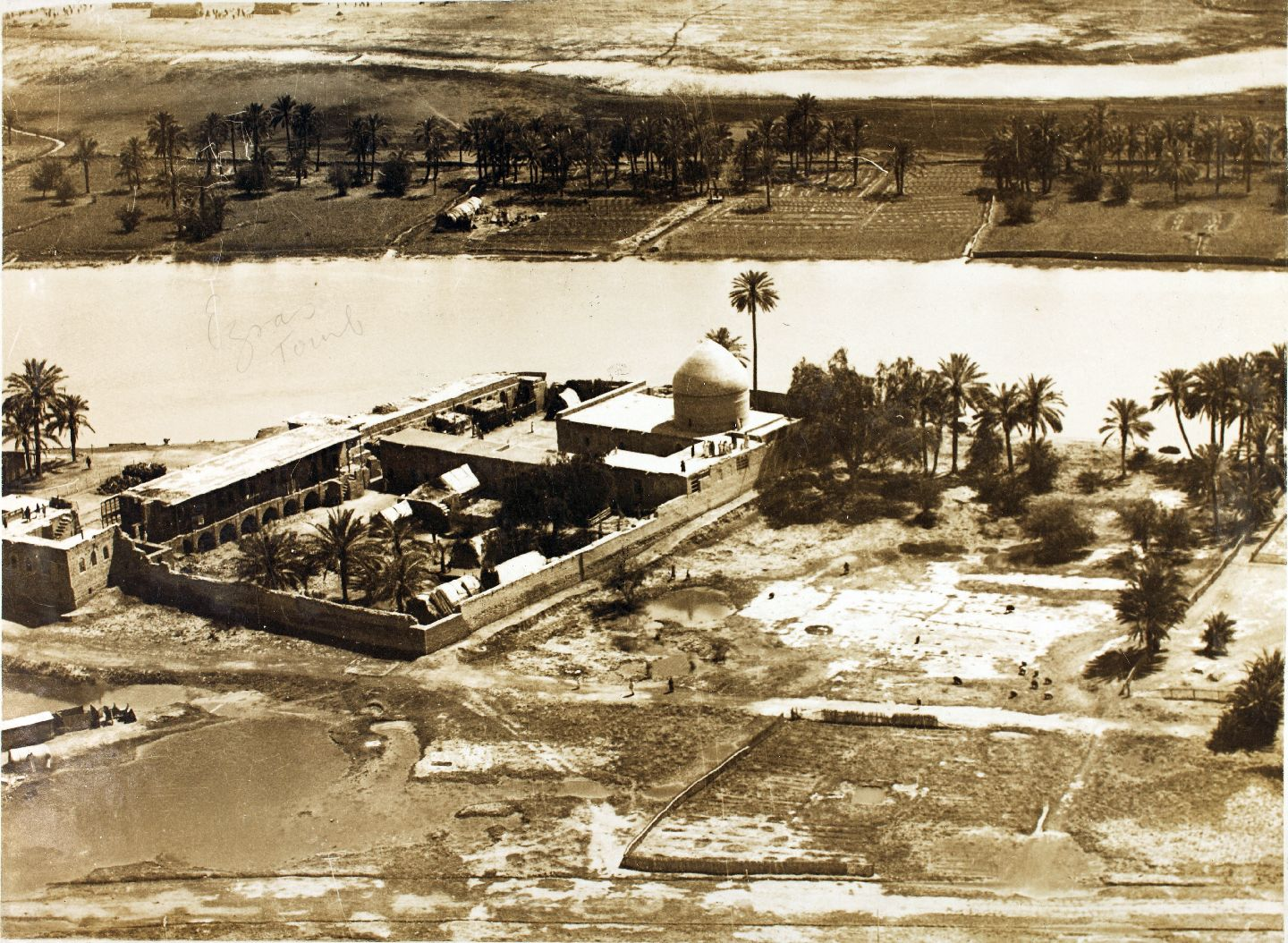
ضريح العزير في عام 1924

العزير مدينة عراقية تقع في محافظة ميسان جنوب العراق. يمر من خلالها نهر دجلة قريبة من منطقة الأهوار الجنوبية. يقع فيها مزار يهودي مقدس هو ضريح العزير الذي سميت المدينة باسمه. العزير هو أخو إبراهيم الخليل. كانت يقطن في المدينة جالية يهودية كبيرة قبل خمسينيات القرن العشرين.